# عشتاران
عشتاران هوأحد الآلهة السومرية الذي كان يعتبر إله العدالة والإله المحلي لمدينة دير (تل عقار ،الذي يقع في قضاء بدرة بالقرب من مدينة بدرة  في محافظة واسط)، وهي دولة مدينة سومرية تقع شرق دجلة على الحدود بين سومر وعيلام. ازدهرت عبادته من أوائل فترة سلالة أور الثالثة حتى العصر البابلي الوسيط ، ورد إسمه مرتبطاً بأسماء اشخاص في لجش و أوما في جنوب بلاد ما بين النهرين. ومن الأمثلة البارزة على هذا الاسم هو الاسم الأنثوي سيمات-عشتاران ، التي كانت شقيقة الملك شو سين رابع ملوك سلالة أور الثالثة. وبعد ذلك لم يعد اسمه يُدرج في الأسماء الشخصية للأفراد.
وظلت عبادته سائدة حتى عهد الملك الآشوري أسرحدون (الذي حكم للفترة ما بين 680 إلى 669 قبل الميلاد). يشتبه لامبرت في أن الإله كان يعبد حتى العصر السلوقي ، ولكن لا يوجد دليل موثوق على ذلك ، حيث لم يتم بعد التحقيق الأثري حوله بشكل كافٍ.
كان رمز عشتاران هو الثعبان كما يظهر بشكل متكرر في أحجار الكودورو الحدودية (ومن المحتمل أنه كان يمثل نيراه الذي كان سوكال أو وزير عشتاران). أما زوجة عشتاران التي لم يتم ذكرها كثيراً عرفت باسم شارات ديري «وتعني ملكة دير». في بعض المصادر ، كانت زوجته هي منزات إلهة القوس قزح.
في عصر فجر السلالات ، كان يتم استدعاء الإله عشتاران للحكم في النزاعات الحدودية التي تحصل بين أوما ولجش. يتوقع العلماء أن فعاليته المفترضة في هذه الحالة قد تنبع من الموقع الحدودي لمدينته (دير). وانتشرت عبادته بصورة كبيرة خارج حدودها ، تذكر السجلات إن كوديا حاكم لجش قام بتنصيب مذبحاً للإله عشتاران في معبد نينجيرسو العظيم في جيرسو.
تم تصوير عشتاران على أنه أفعى في العصر الأكادي. وغالباً ما كان يُقابل عشتاران أنو العظيم. كان آنو أحد أهم الآلهة السومرية ، مما جعل عشتاران مكانة عالية جداً في البانثيون. كان لدى عشتاران معبداً في دير. تم العثور على لح طيني بالقرب من بدرة تخبرنا عن تجديد معبده من قبل الملك البابلي كوريغالزو الثاني (1332-1308 قبل الميلاد) ومن المحتمل أن يكون كوريغالزو الأول. ويحوي اللوح نقشاً سومرياً ويشير إلى وجود علاقة خاصة بين كوريغالزو والإله عشتاران. تتحدث ترانيم المعبد السومري أيضاً عن معبد في دير. وقد يكون هناك معبداً آخراً في المنطقة الحدودية بين مدينتي لجش وأوما ، لكن الإشارات غير واضحة.

## وصلات خارجية
- الآلهة والإلهات القديمة في بلاد ما بين النهرين: الإله عشتاران (بالانجليزية)